# Hydropsyche cornuta
Hydropsyche cornuta là một loài Trichoptera trong họ Hydropsychidae. Chúng phân bố ở miền Cổ bắc.